# عتیق‌الله بریالی
دگر جنرال عتیق‌الله بریالی (زاده۱۹۶۵) معاون اول وزارت دفاع افغانستان از سال ۲۰۰۲ الی ۲۰۰۴ بود. او همچنان فرمانده زون شمالشرق بود و علیه طالبان و القاعده می‌جنگید. وی رئیس کمیسیون خلع سلاح و تجمیع مجدد تسلیحات (DDR)، کمیسیون حیا و بازسازی ارتش و کمیته اصلاحات وزارت دفاع افغانستان بود.
عتیق‌الله بریالی تحصیلات ابتدایی خود را در لیسه نادریه به اتمام رسانیده و سپس برای آموزش عالی وارد آکادمی نظامی ملی افغانستان شد؛ او در سال ۱۹۹۴ به درجه لیسانس از آنجا فارغ‌التحصیل گردید و برای ادامه تحصیلات خود وارد کالج دفاعی دانشگاه شرق انگلستان گردیده، ماستری خود را در رشته روابط بین‌الملل در سال ۲۰۱۲ دریافت نمود.